# Pahokee
Pahokee è un comune degli Stati Uniti d'America situato nella parte settentrionale della Contea di Palm Beach dello stato della Florida, sulle rive dal Lago Okeechobee. Secondo le previsioni del 2016, la città ha una popolazione di 6.094 abitanti su una superficie di 14 km².